# 究極ハリキリスタジアム
『究極ハリキリスタジアム』（きゅうきょくハリキリスタジアム）シリーズは、タイトーから発売されたファミリーコンピュータの野球ゲームである。通称は「ハリスタ」。
IIIでは選手データエディットや130試合リーグ戦も行える。
東京省（TONG KING SHOW）（イラストレーター・グラフィックデザイナー）がパッケージや広告用のイメージイラストをシリーズ全て手がけた。

## 球団・選手名
球団名
1作目では実在の日本プロ野球の球団をモデルにした12球団に加え女性選手のみで構成される球団『アイドール』（Iチーム）の全13球団が登場する。平成元年版では『エンターズ』（Eチーム）が加わった。
阪急ブレーブスをモデルにした球団『ブレーメンズ』の略称が実際のプロ野球では近鉄の略称として使用されていた『Bu』で、近鉄バファローズをモデルにした球団『ババロアーズ』の略称は『Ba』である。
選手名
プロ野球選手の本名の使用許諾を得ていなかったため、実在選手の名前を改変して使用している。ヤクルトを例に挙げる。
- 小川淳司→おがわじ
- 杉浦亨→すきうら
- 古田敦也→ふろた

## ルールが異なる点
一部、実際の野球とはルールが異なるケースが存在する。
- ファウルチップが捕球と見なされアウトになる。
- インフィールドフライがない。
- ハーフスイングが、全て空振りと見なされる。

## 特徴
- ランナー二塁からのシングルヒットで、実際の野球と同様、二塁ランナーがきわどいタイミングでホームに突入できる。
- 設定で「ピッチャー有利」にしてリーグ戦を行うと、バッターの打率が4割から2割と、平均3割ほどで、実際の野球と同じような打率になる。
- 画面が2バージョンあり、ペナントモードの場合は攻撃時はバッター中心の画面、投球時はピッチャー中心の画面に切り替わる。（IIIを除く）
- 通常の12球団+アイドルチーム(アイドール)、お笑いチーム（エンターズ）などが存在する。
- デッドボールのときに、ABボタンを交互に20回連打すると乱闘が発生する。また、十字ボタンを3回入れれば謝って乱闘を回避することもできる。
- ズームモードが存在し、取れそうにないボールでもファインプレーで取ることができる。また、クロスプレイもズームされる。
- ペナントモードでは選手の能力強化が行える。打者は成長の度合いにより体型が変化する。投手は成長すると魔球（燃える魔球、分裂魔球）を使える。
- 一定条件で酔っ払いがグラウンドに乱入する(同点で7回を迎えるなど)。
- 選手の調子の良し悪しが顔のアイコンで表される。平成元年版から風の視点をいち早く取り入れた。
- 人気のないカード、試合の開始直後は客席がガラガラである。
- 実況アナウンサーと解説者の絵が合間に挿入される。第1作目に登場するアナウンサーは徳光和夫（当時・日本テレビアナウンサー）、解説者は長嶋茂雄に似た風貌である。ヤクルトの長嶋一茂を代打で使用するとコメントが出る。
- ピッチャーのスタミナが尽きた時にBボタンを2回押すと、タイムがかかりキャッチャーが駆け寄りスタミナが回復する。
- ランナーのリードが段階制になっており大幅なリードが取れる一方、牽制は画面切り替えではなく上記の中心画面からの画像になっていて牽制アウトにできる確率も高い。

## 作品リスト
ファミリーコンピュータ
- 究極ハリキリスタジアム（1988年）

開発中のタイトルは「ハリキリスタジアム究極の野球狂」であり、発表当初はゲーム雑誌上ではこの名前で発表された。この時点ではアナウンサーや解説者も元ネタをもじったネーミングになっていた。
- 究極ハリキリスタジアム'88 選手新データバージョン（1988年）

選手データのみを更新した1作目のマイナーチェンジ版。
- 究極ハリキリスタジアム平成元年版（1989年）

選手エディットができ、配布されたパスワードで、野球漫画の人物、タイトーキャラをチームに入団させることができた。成長が監督によるCOM任せになった。
- 究極ハリキリスタジアムIII（1991年）

選手の育成の要素が無くなった。最大130試合できるペナントレースが登場。防御率や打率など成績を残せる。
アイドールのほか、名球会チーム、歴代助っ人外国人チーム、エディット専用チームが登場。
球場がどむどむ、くわさき、ゆーえすの3球場から選択できるようになった。
- 究極ハリキリ甲子園（1992年）

ハリキリの高校野球バージョン。熱血ポイントを使用して、熱血投法(重いボール・フォークボール・高速ストレート)や熱血打法が使用できる。
スーパーファミコン
- スーパー究極ハリキリスタジアム（1993年）

この作品から選手名及び球団名が実名に。日本のセントラル・リーグ、パシフィック・リーグに加えユナイテッドリーグ(アメリカン・リーグの6球団がモチーフ)、フロンティアリーグ（ナショナル・リーグの6球団がモチーフ）が登場。
選手の育成要素が「プラクティスモード」として復活した。
定岡正二がこのゲームの推薦者となっており、説明書にも定岡本人が登場している。
- スーパー究極ハリキリスタジアム2（1994年）

選択できる球場がプロ野球チームのフランチャイズ球場をモチーフとした11球場に、架空のU.S.A.スタジアムを含めて12に増加。
オールスターモードが追加された。
オプションで乱闘のあり、なしを選択できるようになった。
隠しチームとしてプロ野球OBによる「ジュラシックドリームス」、タイトーキャラクターで構成された「タイトープラネッツ」が登場する。
アーケード
- ハリキリオンライン プロ野球（2005年）

オンラインゲーム初のプロ野球ゲームで、タイトーのアーケードネットワークシステムNESYSの初対応タイトルである。昨年のチームデータ、球団名を使用しているため、東北楽天ゴールデンイーグルスではなく、大阪近鉄バファローズになっており、唯一近鉄がオンラインゲームになった作品。

## 評価
本作がFCで発売された時、攻撃時は『ファミスタ』のようなバックネット側視点、守備時は『燃えろ!!プロ野球』のようなセンター側視点になるなど、既存の作品のプレイシステムをいいとこ取りしたような作風から、一部ゲーム雑誌から「パクリゲー」と酷評された。
『究極ハリキリスタジアム』はファミコン通信クロスレビューでは7、6、7、8の28点。レビュアーはファミスタを結構意識したゲームで操作方法も同じですんなり入れる、成長システムやアイドルチームが面白い、投球ではキャラクターを大きく扱ったり攻守交代時に画面が切り替わったりホームランを打つと夜景が入り込むなど工夫がみられハマって不思議ではない魅力で他にないようなゲームを作ろうとする制作側の気迫を感じると賞賛、ライト前ヒットがアウトになったり処理が重なると遅くなる、打球の動きが遅いとした他、「今週のおすすめソフト」の欄では本当に野球が好きな人はいろいろ注文があるのではないかとした。